# Ouragan Bonnie (2022)
Pour les articles homonymes, voir Cyclone tropical Bonnie.
L’ouragan Bonnie est la seconde tempête tropicale nommée de la saison 2022 dans l'Atlantique Nord et le quatrième système nommé dans le bassin du Pacifique nord-est la même année. C'est le premier à faire ce transit entre deux bassins océaniques depuis l'ouragan Otto en 2016. Les fortes pluies ont provoqué des inondations et de nombreux glissements de terrain dans sa portion caraïbéenne et en Amérique centrale. Au total, 5 personnes ont été tuées.
Le système est né d'une forte onde tropicale sortant de la côte ouest de l'Afrique le 23 juin et qui a traversé l'Atlantique tropical avec peu de développement malgré des conditions favorables. Comme le système mal organisé menaçait le sud des Petites Antilles et le Venezuela, le National Hurricane Center (NHC) a émis un premier bulletin de cyclone tropical potentiel tard le 27 juin. La perturbation a longé toute la côte sud de la Mer des Caraïbes avant de finalement devenir la tempête tropicale Bonnie à 13 h 15 UTC le 1er juillet, juste avant de toucher terre à la frontière entre le Costa Rica et le Nicaragua avec des vents soutenus de 80 km/h et de fortes pluies.
Après une traversée rapide, la tempête est entrée sur le Pacifique nord-est le 2 juillet. Le lendemain, le cyclone est devenu le troisième ouragan dans ce même bassin et le premier ouragan majeur, à la catégorie 3, le 5 juillet. Bonnie s'est ensuite affaiblie, devenant post-tropicale le 9 juillet et se dissipant au-dessus du Pacifique Nord le 11.

## Évolution météorologique
Une onde tropicale est sortie de la côte africaine, bien au sud des îles du Cap-Vert, et le NHC a commencé à l'inclure dans son bulletin de surveillance le 23 juin. En se dirigeant vers l'ouest, elle est a développé une zone convection de mieux en mieux organisée. Le 26 juin, la probabilité de formation d'un système tropical a dépassé le 50 % alors que l'onde était à plus de 1 600 km à l'est-sud-est des Petites Antilles. Le lendemain à 21 h UTC, le premier bulletin pour le cyclone tropical potentiel Deux a été mis alors qu'un avion chasseur d'ouragans a rapporté que bien qu'encore mal organisée, l'onde montrait des vents de force de tempête tropicale en certains endroits. Les gouvernements de Trinité-et-Tobago ainsi que de la Grenade ont émis des veilles et alertes cycloniques. Les veilles ont rapidement été allongées à la côte caraïbéenne du Venezuela et aux îles ABC néerlandaises.

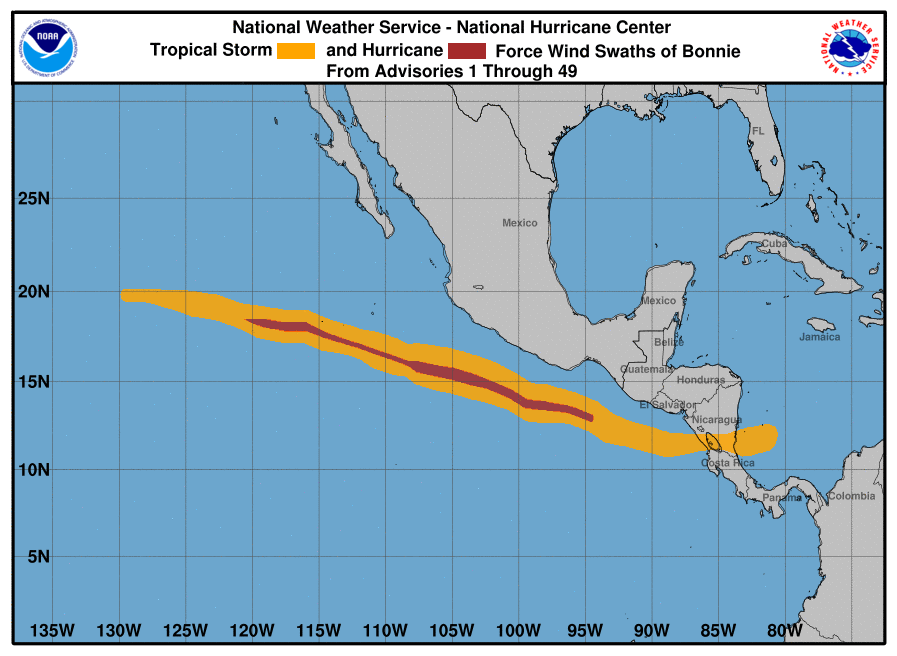
Corridor des vents de tempête tropicale (orange) et d'ouragan (rouge).

Un peu après 0 h UTC le 29 juin, le système, encore sans centre dépressionnaire défini, est passé sur l'île de la Trinité. Il est entré ensuite dans l'extrême sud de la mer des Caraïbes alors que les veilles et alertes étaient allongées à la côte colombienne. Se déplaçant à plus de 30 km/h le long de la côte du Venezuela, il dépassa Curaçao moins de 24 heures plus tard et les veilles furent étendues jusqu'au Costa Rica et au Nicaragua. Le cyclone potentiel a ensuite traversé la péninsule de Guajira pour déboucher dans le sud-ouest de la mer des Caraïbes.
Finalement libre de la friction de la côte et dans des conditions favorables à son développement, le système s'est mieux organisé. À 13 h 15 UTC le 1er juillet, le NHC l'a donc reclassé tempête tropicale Bonnie à la suite des informations recueillies par un avion de reconnaissance. Elle était alors à 370 km à l'est sud-est de Bluefields, Nicaragua. S'intensifiant jusqu'à avoir des vents soutenus de 85 km/h, la tempête a touché la côte à la frontière entre le Costa Rica et le Nicaragua à 3 h UTC le 2 juillet. Bonnie a ensuite traversé ces pays, laissant de fortes accumulations de pluie et est ressortie sur l'océan Pacifique vers 12 h UTC. C'était la première fois qu'un cyclone tropical a survécu au passage de l'Atlantique au Pacifique depuis l'ouragan Otto en 2016.
Le centre bien défini de circulation et les bandes de pluie ont persisté, l'imagerie satellite dans la bande des micro-ondes indiquant qu'un centre interne s'est développé. Bonnie a continué à s'organiser s'est transformée en ouragan de catégorie 1 sur l' échelle Saffir-Simpson le 4 juillet, juste au sud de Salina Cruz, Oaxaca, Mexique. Neuf heures plus tard, un œil déchiqueté s'est développé sur l'imagerie satellitaire visible. Plus tard ce jour-là, Bonnie s'est intensifiée en catégorie 2 alors que l'œil est devenu très visible.
Une intensification supplémentaire a été brièvement interrompue par une augmentation du cisaillement du vent la nuit du 4 au 5 juillet, mais a rapidement repris. À 15 h UTC, Bonnie a atteint son intensité maximale en tant qu'ouragan de catégorie 3 avec des vents maximums soutenus de 185 km/h et une pression centrale minimale de 964 hPa. Peu de temps après, la configuration des nuages s'est détériorée et son œil a commencé à devenir moins bien défini, provoquant l'affaiblissement du cyclone à la catégorie 2 à 3 h UTC le 6 juillet. L'ouragan a ensuite faibli rapidement en raison du cisaillement du vent et des eaux plus froides, retombant à la catégorie 1 en passant au sud de l'île Clarion le 7 juillet.
Le centre de circulation a perdu son œil tôt le 8 juillet, marquant la rétrogradation de Bonnie en une tempête tropicale. À 21 h UTC le 9 juillet, le système a dégénéré en un cyclone post-tropical. La dépression résiduelle s'est dissipée dans le nord du Pacifique le 11 juillet, bien à l'est d'Hawaï.

## Conséquences
Bonnie a fait un mort au Salvador et au moins 4 décès au Nicaragua,.

### Caraïbes
À Trinité-et-Tobago, le cyclone potentiel a causé des dommages minimes, certaines régions recevant de fortes pluies causant des inondations alors que le vent a soufflé quelques toits et cassé des arbres. À Tobago, une femme de 79 ans qui se trouvait à l'intérieur d'une maison en bois qui s'est effondrée en est sortie indemne. Plus de 200 000 clients dans tout le pays ont perdu l'accès à l'eau potable, ce qui a affecté 26 communautés et plusieurs installations de traitement de l'eau, les pluies rendant les eaux turbides.

### Amérique centrale
Au Costa Rica, le gouvernement a confirmé que 3,572 personnes avaient été évacuées dans différentes parties du pays vers des abris, après avoir enregistré des inondations et des glissements de terrain. Dans la province de Chiriquí, au Panama, plusieurs familles ont été évacuées en raison de glissements de terrain et de fortes pluies. En Colombie, le gouvernement mis l'île de San Andrés en Alerte. Au Venezuela, les classes et liaisons aériennes ont été suspendues. Au Nicaragua, Bonnie a provoqué l'inondation de rivières sur tout le territoire selon les médias officiels.
Une fois passée dans le Pacifique, la tempête a causé au Salvador des chutes d'arbres et de murs en plus d'inondations qui ont entraîné et renversé des véhicules. Au Guatemala, des pluies accompagnées de vents violents ont été signalés dans le port de Monterrico, à Taxisco, département de Santa Rosa et certains secteurs de la capitale.

### Côte pacifique du Mexique
Lorsque l'ouragan était de catégorie 3 dans le Pacifique au large du Mexique, les autorités ont émis des avertissements de fortes pluies pour les États de Colima, Guerrero, Jalisco et Michoacán, en plus d'avertissements de vagues de 3 à 5 mètres pour les côtes des États d'Oaxaca et de Guerrero. Aucun dommage n'est cependant connu, seules les bandes externes de Bonnie ayant affecté la côte mexicaine.